# Aramón Panticosa
La estación de esquí de Aramón Panticosa está situada en el municipio de Panticosa, Pirineo Aragonés (España).

## Descripción
El nombre completo es Panticosa - Los Lagos y está situada en el valle de Tena, al igual que Formigal. Junto con Cerler y las estaciones turolenses de Javalambre y Valderlinares forman Aramón (montañas de Aragón). Las pistas de esta estación también discurren por el valle de Sabocos a 2220 m sobre el nivel del mar, la zona de más altitud. Además hay un camino que va desde la base de la telecabina y que sube hasta la cota de 1900 m valle de Petrosos, es una pista para esquí alpino (Estrimal, roja) , en la zona  se puede hacer deporte de raquetas de nieve, esquí de travesía o simplemente un paseo.

## Servicios
Ofrece los servicios de una estación de esquí como remontes, enfermería, escuela de esquí, alquiler de material, restauración, etc. En verano (julio y agosto) se abre la telecabina para su uso turístico junto al tren que permite visitar los ibones de los asnos (lago pirenaico), también se abre un bike park para poder descender en bicicleta de montaña por las pistas que se usan en invierno para esquiar.